# Ralinga

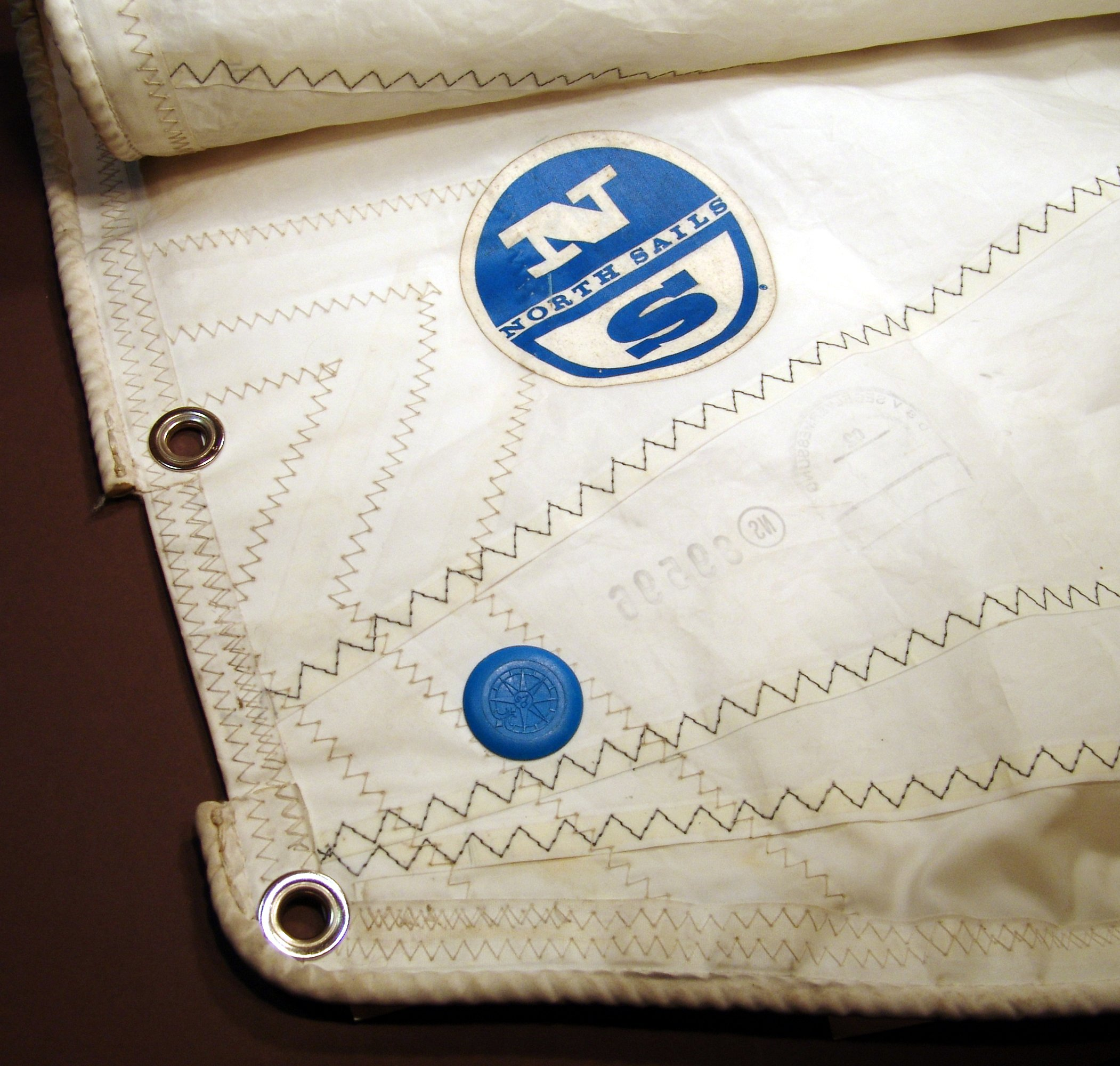
Detall del puny d'amura d'una vela, mostrant la ralinga de gràtil i la ralinga de pujament

La ralinga (del francès ralingue, i de l'antic nòrdic *rár-línk, compost per rar, genitiu de rá, "bordó", i línk, "vora d'una vela"), és el cap amb què que es cusen i es reforcen les vores de les veles. Pren el nom o denominació de cadascuna de les vores o caigudes, les més importants: la ralinga de gràtil i la ralinga de pujament. Normalment va cosit a la vora amb què se subjecta una vela quadra, una vela llatina o en general, una vela de tallant, a la seva verga, antena o nervi, de vegades mitjançant els garrutxos.

## Ralinga de xarxa
També rep el nom de ralinga un cable que es cus en cada una de les vores de les xarxes o arts de pesca, especialment en les de deriva. A la part de la ralinga superior hi van col·locats els suros, que garanteixen la viabilitat i la flotabilitat de la xarxa, encara que actualment se substitueixen per flotadors de plàstic. A la ralinga inferior hi van cosits els ploms que faciliten la profunditat de la xarxa, mantenint així entre ambdues, la xarxa tensa.

Detall d'una ralinga

## Tipus de ralinga[4]
- ralinga de gràtil: la que va d'empunyadura a empunyadura
- ralinga de pujament: la que en les veles quadres va d'un puny sota l'altre i en les de tallant des del puny de l'amura al puny d'escota.
- ralinga de caiguda: qualsevol de les dues que en les veles quadres baixen des de les empunyadures als punys baixos.
- ralinga de baluma: la que en les veles d'estai, cangrees i flocs va des del puny de pena al puny d'escota.
- ralinga de pal: la que en cangrees i veles de tallant i martell va des del puny alt de la caiguda de proa fins al puny d'amura.
- ralinga de caiguda de proa: en veles místiques i al terç és la compresa entre el puny del car o ploma de proa de la verga i el puny d'amura.
- ralinga de puny: la més reforçada que es posa en els punys d'escota dels flocs i cangrees.
- ralinga de cim: el cap que es cus al centre d'un tendal, de popa a proa i per la seva cara alta.
- ralinga de bandera: la que porta una bandera.

## Expressions[4]
- Navegar a la ralinga : el mateix que  navegar de bolina .
- Cercar la ralinga de sobrevent  (el vent): venir aquest alternativament a ratxes escasses i tornant a la seva primera direcció.
- Repartir la ralinga : segons uns, és posar la gent amb ordre sobre la verga perquè pugui aferrar la vela correctament, segons altres, és distribuir o acomodar bé la ralinga de la vela per aferrar-la correctament.
- Portar igualades les ralingues de caiguda i pujament : estar igualment tirants ambdues ralingues amb l'impuls del vent, per efecte del bon ajust donat a la vela.
- Quedar-se a la ralinga : emportar-se el vent les veles deixant només les ralingues i quedant l'aparell o el vaixell en aquesta disposició. Figuradament, es diu també  quedar-se a la ralinga  quan es perd tot l'equipatge (tot el que es té) a causa d'un naufragi o una altra desgràcia equivalent.